# Jasionów (Ukraina)
Jasionów (ukr. Ясенів, Jaseniw) – wieś w rejonie złoczowskim obwodu lwowskiego.  Wieś liczy ponad 1220 mieszkańców.

## Historia
Wańko Łahodowski z Pohorelec i Stanimirza herbu Korczak, w 1475 dziedzic części Miryszczowa, w 1494 wraz ze żoną Anną sprzedali Jasionów pod Oleskiem Piotrowi Oleskiemu za 300 grzywien.
W II Rzeczypospolitej miejscowość była siedzibą gminy wiejskiej Jasionów w powiecie brodzkim województwa tarnopolskiego.
W czasie okupacji niemieckiej mieszkająca tutaj ukraińska rodzina Buksów ukrywała czteroosobową żydowską rodzinę Zandbergów. W 2011 roku Instytut Jad Waszem uhonorował za to Mykołę i Mychajłynę Buksów tytułami Sprawiedliwych wśród Narodów Świata.
Do 2020 w rejonie brodzkim. 